# Каджая, Якоб
Якоб Каджая (груз. იაკობ ქაჯაია; род. 28 сентября 1993, Цхалтубо, Имеретия) — грузинский борец греко-римского стиля, серебряный призёр Олимпийских игр 2020 года, чемпион Европейских игр 2019 года, призёр чемпионата мира 2019 года и чемпионатов Европы 2018 и 2019 года. Участник летних Олимпийских игр 2016 года. Младший брат тяжелоатлета, чемпиона мира по мас-рестлингу Звиада Каджая.

## Биография
Родился в 1993 году в Цхалтубо. В 2010 году стал серебряным призёром первенства Европы среди кадетов. В 2012 году завоевал бронзовые медали первенств Европы и мира среди юниоров. В 2013 году стал чемпионом мира среди юниоров. В 2016 году стал чемпионом Европы среди борцов моложе 23 лет.
В 2016 году принял участие в Олимпийских играх в Рио-де-Жанейро и занял 7-е место. В 2018 году стал бронзовым призёром чемпионата Европы.
На чемпионате Европы в Бухаресте в 2019 году завоевал серебряную медаль уступив в финале турецкому спортсмену Рызе Каяалпу.
На предолимпийском чемпионате планеты в Казахстане в 2019 году в весовой категории до 130 кг, Якоб завоевал бронзовую медаль и получил олимпийскую лицензию для своего национального Олимпийского комитета.